# 에릭 피어포인트
에릭 피어포인트(Eric Pierpoint, 1950년 11월 18일 ~ )는 미국의 배우이다.

## 출연 작품
- 시크리트 웨폰